# Лукашев, Иван Иванович
Иван Иванович Лукашев (24.10.1901-22.05.1970) — советский учёный в области эпизоотологии с.-х. животных, член-корреспондент ВАСХНИЛ (1956).

## Биография
Родился в с. Опошня Полтавской губернии. Окончил Харьковский ветеринарный институт (1926) и его аспирантуру (1929). Преподавал и вёл научную работу там же: ассистент (1929—1930), доцент (1930—1931), профессор, заведующий кафедрой эпизоотологии (1931—1941).
Заведующий кафедрами:
- 1941—1942 паразитологии Саратовского зооветеринарного института
- 1942—1944 терапии и клинической диагностики Киргизского СХИ
- 1944—1970 эпизоотологии Харьковского ветеринарного (с 1960 зооветеринарного) института.

Доктор ветеринарных наук (1940), профессор (1940), член-корреспондент ВАСХНИЛ (1956).
Основные научные исследования — по проблемам эпизоотологии, клиники, диагностики и профилактики различных инфекционных болезней с.-х. животных.
Заслуженный деятель науки УССР (1948). Награждён двумя орденами Трудового Красного Знамени (1952, 1958), двумя орденами «Знак Почёта» (1944, 1945), медалью «За доблестный труд в Великой Отечественной войне 1941—1945 гг.» (1946).
Опубликовал свыше 100 научных работ, в том числе около 10 книг и брошюр.
Сочинения:
- Туберкульоз сільськогосподарських тварин. — Київ: Держсільгоспвидав УРСР, 1952. — 97 с.
- Стригучий лишай сільськогосподарських тварин. — Київ: Держсільгоспвидав УРСР, 1953. — 28 с.
- Inфекційнi хвороби. — Київ: Держсільгоспвидав УРСР, 1960. — 178 с. — (Б-ка вет. фельдшера).
- Загальна i спеціальна епізоотологія: підручник для студентів вет. iн-тів i фак. — Київ: Урожай, 1969. — 495 с.